# Bettongia anhydra
Espèce
Statut de conservation UICN

 EX  : Éteint
Bettongia anhydra est une espèce éteinte de marsupiaux de la famille des Potoroidae et qui appartient à un groupe de petits marsupiaux fouisseurs et herbivores, aux mœurs nocturnes, autrefois répandus dans certaines régions d'Australie.

## Description

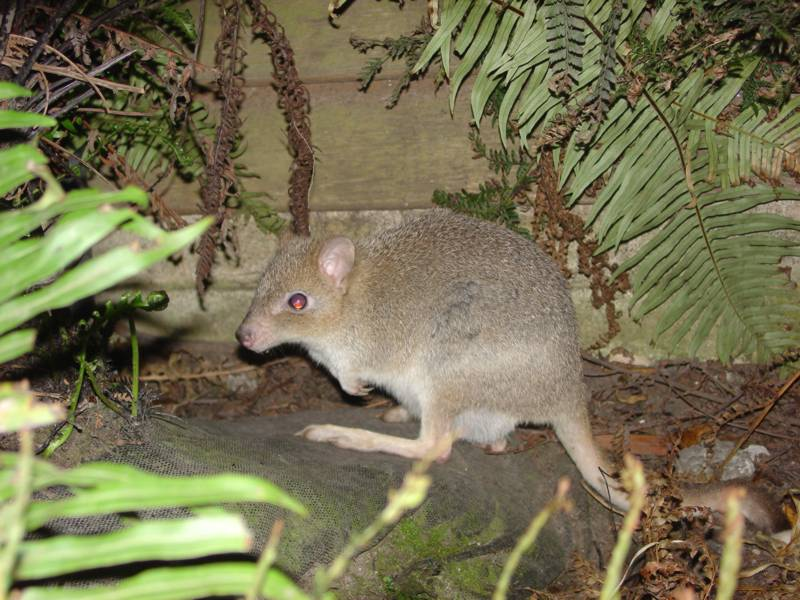
Bettongia gaimardi femelle, une espèce du même genre.

Comme les autres membres du genre Bettongia, Bettongia anhydra est un petit marsupial trapu, de la taille d'un lapin, doté de puissantes pattes postérieures adaptées au saut. Son pelage était dense et gris-brun, bien que les descriptions soient limitées car l'espèce est éteinte et uniquement connue par des restes[pas clair].

### Écologie et comportement
On suppose que l'espèce était nocturne, creusant des terriers dans les sols meubles pour se protéger de la chaleur diurne. Son mode de vie devait être similaire à celui des autres Bettongia, avec une activité principalement nocturne et un comportement discret.

### Alimentation
L'espèce se nourrissait probablement de champignons souterrains, de racines, de tubercules et de matières végétales, à l'image des autres membres du genre Bettongia.

### Reproduction
Peu d'informations précises existent sur sa reproduction. En se basant sur les espèces proches, la femelle possédait une poche ventrale dans laquelle se développait le jeune après une gestation très courte. Plusieurs portées par an étaient possibles en conditions favorables.

## Habitat et répartition
Bettongia anhydra vivait dans les zones semi-arides et désertiques d'Australie centrale. L'espèce est principalement connue grâce à des spécimens fossiles ou subfossiles découverts dans le Territoire du Nord et dans le Queensland.

## Bettongia anhydraet l'Homme
Bettongia anhydra a disparu probablement au cours du XXe siècle, en raison de la combinaison de plusieurs facteurs : prédation par les espèces introduites (comme le renard et le chat), destruction de son habitat naturel et compétitions avec les herbivores introduits tels que les lapins. Aucun individu vivant n'a été observé au XXIe siècle, et l'espèce est considérée comme éteinte.

## Dénominations
Ce taxon porte en anglais les nom vernaculaire ou normalisé suivant : Desert bettong.

## Systématique
Le nom valide complet (avec auteur) de ce taxon est Bettongia anhydra Finlayson (d), 1957,.
Cette espèce a été créée initialement comme sous-espèce de Bettongia penicillata sous le taxon Bettongia penicillata anhydra Finlayson, 1957. Elle a par la suite été souvent considérée comme étant un synonyme de Bettongia lesueur et ce n'est qu'en 2015, à la suite d'analyses morphologiques et moléculaires menées sur des restes collectés dans les années 1930, qu'elle n'a été reconnue comme espèce à part entière.
Bettongia anhydra a pour synonyme :
- Bettongia penicillata anhydra Finlayson, 1957

### Étymologie
Son épithète spécifique, anhydra, dérive du grec ancien ἄνυδρος (ánudros), « sans eau », et fait référence à l'habitat aride dans lequel vivait l'espèce.

### Publication originale
- (en) Hedley H. Finlayson, « Preliminary description of two new forms of Bettongia (Marsupialia) », Annals and Magazine of Natural History, Londres, 12e série, vol. 10, no 115,‎ 1957, p. 552-554 (ISSN 0374-5481, DOI 10.1080/00222935708655996).